# Absolute Anfänger
Absolute Anfänger  (Originaltitel: Absolutni debiutanci) ist eine polnische Coming-of-Age-Miniserie, die am 25. Oktober 2023 weltweit auf Netflix veröffentlicht wurde.

## Inhalt
Die Serie folgt Lena, einer jungen Frau auf dem autistischen Spektrum, und ihrem besten Freund Niko. Gemeinsam verbringen sie den Sommer an der polnischen Ostseeküste, um einen Kurzfilm für ihre Bewerbung an einer renommierten Filmhochschule zu drehen. Während ihrer Arbeit begegnen sie Igor, einem talentierten Nachwuchsbasketballspieler, der sich auf ein entscheidendes Spiel vorbereitet. Nach einem Vorfall am Strand, bei dem Igor beinahe ertrinkt und von Lena und Niko gerettet wird, entwickelt sich eine komplexe Beziehung zwischen den drei Jugendlichen.

## Produktion
Regie führten Kamila Tarabura und Katarzyna Warzecha. Die Drehbücher schrieben Nina Lewandowska, Kamila Tarabura und Jędrzej Napiecek. Die Dreharbeiten fanden in den Küstenstädte Ustka und in Wybrzeże Słowińskie statt. Die Produzentin war Magdalena Zielska.
Die Serie umfasst sechs Episoden und wurde am 23. Oktober 2023 auf der Streaming-Plattform Netflix veröffentlicht.

## Besetzung und Synchronisation
Die deutsche Synchronisation entstand bei der Iyuno Media Group in Berlin, unter der Dialogregie und nach einem Dialogbuch von Kaze Uzumaki.
| Rolle          | Schauspieler       | Synchronsprecher        |
| -------------- | ------------------ | ----------------------- |
| Lena Glowacka  | Martyna Byczkowska | Magdalena Höfner        |
| Niko           | Bartlomiej Deklewa | Tobias John von Freyend |
| Igor Tymczenko | Jan Salasinski     | Kaze Uzumaki            |
| Malwina        | Paulina Krzyzanska | Imaya Ugwonno           |
| Bogusia        | Anna Krotoska      | Ulrike Stürzbecher      |
| Pawel Maj      | Andrzej Konopka    | Michael Iwannek         |
| Dawid          | Piotr Witkowski    | Marcel Collé            |
| Coach Marcin   | Julian Swiezewski  | Jan-David Rönfeldt      |
| Jacek          | Maciej Kosiacki    | Ricardo Richter         |